# Ari no machi no Maria
Ari no machi no Maria (蟻の街のマリア) (comercialitzada en castellà com El ángel de los traperos, en italià com Maria del villaggio delle formiche i en francès Marie du quartier des fourmis), va ser una pel·lícula japonesa dirigida el 1959 per Heinosuke Gosho basada en un llibre de Toru Matsui. Va formar part de la selecció oficial del Festival Internacional de Cinema de Sant Sebastià 1959, amb la particularitat que fou la primera pel·lícula japonesa que participava en un Festival Internacional de Cinema de Sant Sebastià.

## Argument
Narra la història de Satoko, una jove japonesa filla d'un catedràtic d'universitat convertida al catolicisme amb el nom de Maria, que dedica el seu temps a educar els nens del barri dels drapaires vora el riu Sumida i que finalment salva els habitants del barri de ser suprimit pel municipi, cosa que els convertiria en rodamons.

## Repartiment
- Kakuko Chino
- Kôji Nanbara
- Shûji Sano
- Fumio Watanabe
- Tatsuo Saitô
- Shizue Natsukawa